# Козанков, Виктор Александрович
Виктор Александрович Козанков (21 января 1959, РСФСР, СССР) — советский и российский автогонщик, мастер спорта СССР международного класса. Один из самых титулованных автогонщиков в Советском Союзе и Российской Федерации со второй половины 1980-х до начала 2010-х годов.
Единственный советский пилот, которому удалось дважды выиграть главный турнир стран соцлагеря по кольцевым автогонкам в классе формул — Кубок дружбы социалистических стран, в 1988 и 1989 годах. Ещё два раза он становился призёром Кубка Дружбы: в 1990 году — серебряным, и в 1987-м — бронзовым. В 1990 году провёл одну гонку в американской Formula Vee. Единственный советский автогонщик российского происхождения, который провёл сезон (неполный) в престижном западном формульном чемпионате — Британской Формуле-3 (1991 года). В 1995-м и 1996-м входил в состав Сборной России в розыгрышах кольцевого Кубка Наций.
Трижды становился чемпионом СССР по автомобильным кольцевым гонкам: в 1985 и 1987 годах в Формуле «Восток», в 1989-м в Формуле «Мондиаль», и трижды серебряным призёром — в 1986 и 1988-м в Формуле «Восток», в 1990 году в Формуле «Мондиаль». Четыре раза завоёвывал звание чемпиона России по автомобильным кольцевым гонкам: в 1993 и 1995 годах в «Формуле-1600», в 1996 и 1998-м в «Формуле-3». Обладатель четырёх Кубков России по кольцевым автогонкам на кузовных автомобилях (все на модели Honda Civic): дважды в классе «Хонда» (2008 и 2009 годы) и дважды в классе «Супер-Продакшн» (2010 и 2011 годы). Бронзовый призёр Кубка России по кольцевым автогонкам 2013 года в классе «Супер-Продакшн».
Трижды входил в тройку призёров формульных классов Чемпионата Польши по кольцевым автогонкам: в 1992 году выиграл этот турнир в Формуле «Мондиаль», в 1993 стал третьим в классе «Е2», в 1994 — вице-чемпионом класса «Inter E-1600».
Помимо кольцевых гонок, успешно выступал и в зимних трековых автогонках. Чемпион России 1997 года в топовом классе «1600 - шипы», победитель «Гонки звёзд журнала За рулём» 1986 года, её призёр 1987, 1992 и 2008 годов, победитель гонки «Camel — Все звёзды» 1997 года.